# Barbizon
Barbizon és un poble i una comuna francesa del departament de Sena i Marne, a França, localitzat prop del bosc de Fontainebleau. L'any 1999 tenia 1.490 habitants.
Forma part del cantó de Fontainebleau, del districte de Fontainebleau i de la Comunitat d'aglomeració del Pays de Fontainebleau.
L'Escola de Barbizon de pintors rep el seu nom d'aquest poble; Théodore Rousseau i Jean-François Millet, líders d'aquesta escola, van establir les seves llars i van morir en aquest lloc.